# Koldkær (Hals Sogn)
 For alternative betydninger, se Koldkær. (Se også artikler, som begynder med Koldkær)
Koldkær er et sommerhusområde med bystatus imellem Hals og Hou, i Hals Sogn, Aalborg Kommune med 207 indbyggere i byområdet (2024).